# Patrik Linhart
Patrik Linhart (* 7. srpna 1975 Duchcov) je český prozaik, esejista, básník, performer a výtvarník.

## Život
Vystudoval ekonomii a pracoval jako učitel, sociální pracovník a novinář. Je zakladatelem projektu Vědeckého studia Stará milenka, členem radikálního baletu  Vyžvejklá Bambule a souboru Kundí frky. Zabývá se literaturou fin de siècle, uměním imaginace a hororu a vexilologií. Pracuje jako editor, publicista a korektor. Literární recenze, essaye a glosy publikuje v časopisech Tvar a Host. Od zákazu kouření v hospodách v České republice usiluje o získání rakouského občanství. Jeho tvorbu definuje prožitek severních Čech, imaginace a patafysiky. Linhartovy texty zhudebnily teplické punkové a industriální kapely. První román autora vychází z osobních zážitků, deníkovou formou se snaží zachytit 90. a nultá léta. Na jeho tvorbu měli vliv Jakub Deml, skupina Oulipo, hnutí keltského revivalu a neoromantická poetika kapely Depeche Mode.
Působí pod mnoha heteronymy (Albert Krásno, Pavel Jazyk, Patrik Vetrugin, Alexander Nihilovskij, Petr Tygr, Hugo Hugo, Lux von Dux).